# Elephantomyia meridionalis
Elephantomyia meridionalis är en tvåvingeart som beskrevs av Alexander 1913. Elephantomyia meridionalis ingår i släktet Elephantomyia och familjen småharkrankar. Inga underarter finns listade i Catalogue of Life.